# Tear the World Down
Tear The World Down é o primeiro e único álbum de estúdio da banda americana de metal gótico We Are the Fallen. Foi lançado no Reino Unido em 10 de maio de 2010 e em 11 de maio nos Estados Unidos, pela gravadora Universal Republic. O álbum incluiu o single "Bury Me Alive".

## Faixas
| Versão padrão |                         |         |  |
| N.º           | Título                  | Duração |  |
| 1.            | "Bury Me Alive"         | 4:46    |  |
| 2.            | "Burn"                  | 3:43    |  |
| 3.            | "Paradigm"              | 3:55    |  |
| 4.            | "Don't Leave Me Behind" | 3:33    |  |
| 5.            | "Sleep Well, My Angel"  | 4:07    |  |
| 6.            | "Through Hell"          | 3:41    |  |
| 7.            | "I Will Stay"           | 4:07    |  |
| 8.            | "Without You"           | 3:16    |  |
| 9.            | "St. John"              | 3:58    |  |
| 10.           | "I Am Only One"         | 4:37    |  |
| 11.           | "Tear the World Down"   | 6:30    |  |

### B-Sides
"Samhain" - 4:07
"Like a Prayer" (cover de Madonna) - 4:11

## Créditos
We Are the Fallen
- Carly Smithson – vocais
- Ben Moody – guitarra solo, programação, piano, percussão
- John LeCompt – guitarra rítmica, bandolim, programação
- Marty O'Brien – baixo
- Rocky Gray – baterias

Músicos adicionais
- Jeremiah Gray – percussão
- Daniel Moody – piano, B3
- David Hodges – piano
- Phillip Peterson – violoncelo, cordas em "I Am Only One"
- Bethanie e John "J.C." LeCompt II – vozes adicionais em "Burn"
- David Campbell – cordas e arranjo de coral

## Desempenho
| Tabelas musicais (2010)                           | Melhores posições |
| ------------------------------------------------- | ----------------- |
| Estados Unidos (Billboard 200)                    | 33                |
| Estados Unidos (Billboard Top Alternative Albums) | 7                 |
| Estados Unidos (Billboard Top Digital Albums)     | 17                |
| Estados Unidos (Billboard Top Hard Rock Albums)   | 6                 |
| Estados Unidos (Billboard Top Rock Albums)        | 12                |

## Histórico de lançamento
| País           | Data               |
| -------------- | ------------------ |
| Reino Unido    | 10 de maio de 2010 |
| Estados Unidos | 11 de maio de 2010 |
| Canadá         | 11 de maio de 2010 |
| Brasil         | 21 de maio de 2010 |